# 사습
사습(史習, ? ~ ?) 또는 사중(史中)은 전한 말기의 관료로, 경조윤 두릉현(杜陵縣) 사람이다.

## 행적
홍가 원년(기원전 20년), 평대후(平臺侯) 작위를 이어받고 태상이 되었으나 6개월 만에 병으로 면직되었다.

## 출전
- 반고, 《한서》 권18 권18 외척은택후표·권19하 백관공경표 下